# 花蕊
花蕊，花的组成部分之一，為高等植物所擁有。依構造不同，可分為雌蕊及雄蕊。

## 雌蕊
亦稱之為花皮，為被子植物保護胚珠的構造。
一朵花中的心皮數目可能單一（單一心皮）、或二個以上合生或離生。單一心皮的例子如：豆科植物，成熟後發育為豆莢（莢果）
具多數離生心皮的例子如：木蘭科（白玉蘭）、八角茴香科（八角）、薔薇科（玫瑰）的植物。具多數合生心皮的種類，其心皮癒合成雌蕊，概分為柱頭、花柱、子房等部。例如瓜類（瓜科），其子房或果實橫剖開可見到其切面由三個部份合生而成。

## 雄蕊

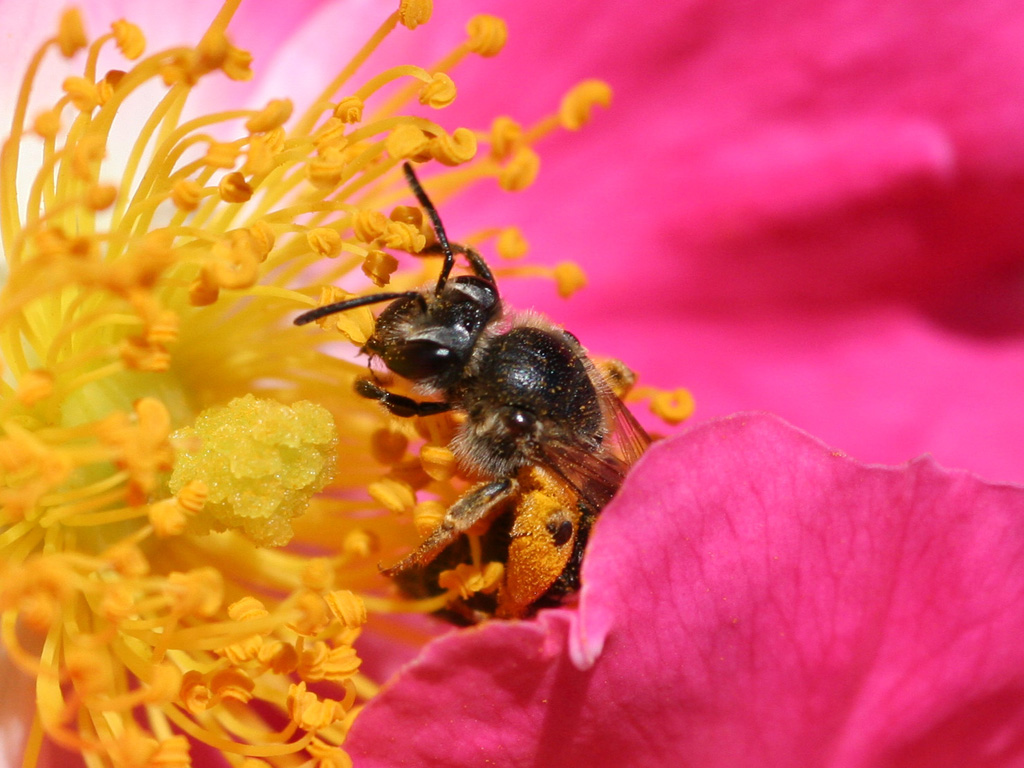
蜜蜂等动物在采集花蜜和花粉的同时，也会把一朵花的花粉傳播到另一朵花上

是被子植物花的雄性生殖器，是雄花器（androecium）的一部份。其作用是产生花粉。雄蕊生于花被的内部，呈轮状或螺旋状排列于花萼上。
雄蕊下部细长丝状的部分称为花丝，起承托和在花发育过程中传送养分的作用。花丝因植物种类不同有离生或合生的分类：连合成一束／二束／多束的为单体／二体／多体雄蕊。有些植物例如栀子的花丝完全消失，而美人蕉等的花丝则扩大成花瓣状。
端头膨大、生长花粉的囊状结构称为花葯。按照花葯在花丝上的附着形式，可分为全着葯（花葯完全附着在花丝上，例如莲），底着葯（只有基部附着，如莎草），背着葯（背部附着，如山茱萸等），丁字着葯（横卧的花葯在背部中央部分附着，如百合）、聚葯（花丝分离但花葯联合，如菊科植物）。 花葯壁由表皮层、纤维层、中间层、绒毡层构成。其中绒毡层结构特殊，有为生长花粉提供营养的作用。
花葯经常由葯隔分成2个葯室，每一葯室又分成1-2个花粉囊（又称小孢子囊 microsporangia）构成，中间。花粉囊中的单倍体颗粒称为花粉粒，此结构与裸子植物和蕨类的孢子类似。花葯发育成熟的时候裂开以便散发花粉。花葯的开裂多呈纵缝状，但也有呈孔状（杜鹃）或阀门状（檗）。花葯裂开开，花粉或自然坠落，或者通过风、流水或蜜蜂等动物传播到同花或异花的雌蕊端头上，萌發（形成雄配子體），繼而授精。
一种植物的花一般有固定的雄蕊数量（最常见的为每花6枚），也有一些雄蕊数量不定的。多数花的雄蕊长度相等。其长度不相等的又可分为四强雄蕊（十字花科），二强雄蕊（唇形科）等。